# Chloroclystis alpnista
Chloroclystis alpnista là một loài bướm đêm trong họ Geometridae.